# Жовтець язиколистий

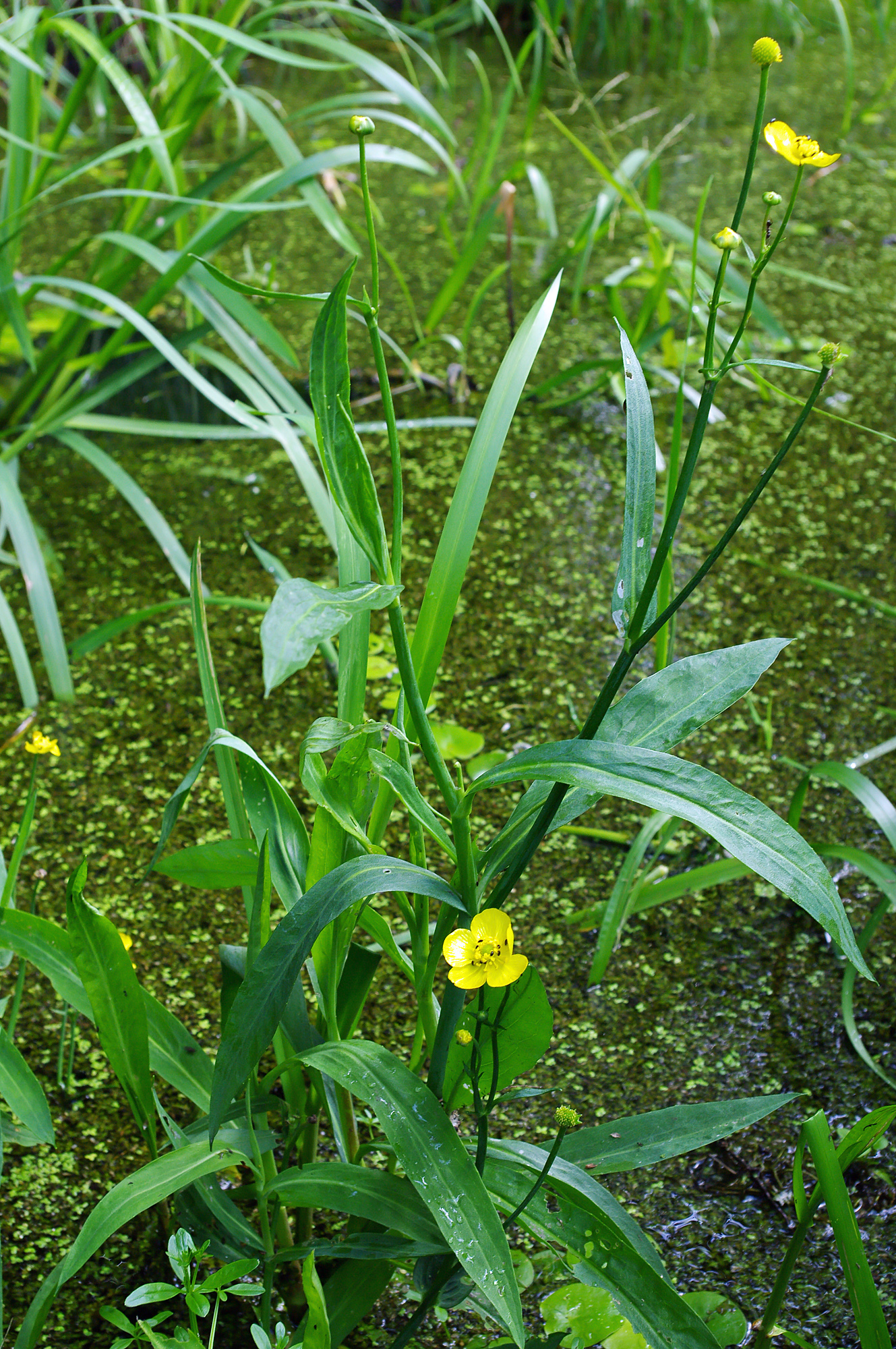

Жовтець язиколистий (Ranunculus lingua) — рослина родини жовтецеві (Ranunculaceae).

## Будова
Рослина може сягати до 1,5 м заввишки, має темно-зелене стебло і лінійно-ланцетні довгі листки. Цвіте на початку — в середині літа. На вершині прямого міцного стебла розцвітають поодинокі, досить великі — до 4 см у діаметрі, золотисто-жовті квітки. Плід — збірний горішок до 2 см у діаметрі.

## Поширення
Цей вид можна зустріти в заростях прибережно-водяних рослин край водойм. Розповсюджений цей вид не досить широко, тому потрапляє на очі рідко. У деяких районах України занесений до регіональних списків рідкісних рослин Донецької, Закарпатської, Луганської, Харківської, Хмельницької).